# Conjunctivus
De conjunctivus, coniunctivus of conjunctief is een werkwoordswijs uit onder andere de Latijnse grammatica. Het is een van de vijf wijzen (modi) in het Latijn:
- infinitivus (onbepaalde wijs) - amare, beminnen
- indicativus (aantonende wijs) - amo, ik bemin
- imperativus (gebiedende wijs) - ama!, bemin!
- conjunctivus (aanvoegende wijs) - amem, moge ik beminnen!
- participium (deelwoord) - amatus, bemind zijnde / amans, beminnend

De modus conjunctivus is de typische wijs voor onder andere aarzelingen, vervulbare wensen, onvervulbare wensen, mogelijkheden, aansporingen en vriendelijke bevelen. De conjunctivus komt voor in zowel de hoofdzin als in de bijzin.
In dit artikel wordt de conjunctivus in het Latijn behandeld. Zie werkwoord voor meer informatie over de conjunctivus in meer algemene zin.

## Vorming
De vorming van de conjunctivus is als volgt:
- NB: de actieve uitgangen zijn gelijk aan die van de indicativus imperfecti activi (-m, -s, -t, -mus, -tis, -nt).
- NB II: de passieve uitgangen zijn gelijk aan die van de indicativus praesentis passivi (-(o)r, -ris, -tur, -mur, -mini, -ntur).

### Conjunctivus praesentis
Bij de stammen op een -a: praesensstam + zonder -a + e + uitgang

Bij de stammen op een -e: praesensstam + + a + uitgang

Bij de stammen op een -i: praesensstam + a + uitgang

Bij de stammen op een medeklinker, consonant: praesensstam + + a + uitgang

Bij de gemengde stammen: praesensstam + + a + uitgang

### Conjunctivus imperfecti
Praesensstam + re + uitgang (eigenlijk presensinfinitivus + uitgang). De soorten uitgangen verschillen of het een actief vorm is, of een passief vorm. Bij actieve vormen zijn de uitgangen: -m, -s, -t, -mus, -tis, -nt. Bij de passieve vormen zijn ze: -r, -ris, -tur, -mur, -mini, -ntur.

### Conjunctivus perfecti
Actief: perfectumstam + -eri + uitgang

Passief: (supinumstam+geslachtsuitgang) + conjunctivus praesentis van esse (sim, sis...)
Lijkt sterk op indicatief futurum exactum.

### Conjunctivus plusquamperfecti
Actief: perfectuminfinitivus + uitgang

Passief: (supinumstam+geslachtsuitgang) + conjunctivus imperfecti van esse (essem, esses...)

### Conjunctivus futuri
De conjunctivus futuri simplicis en de conjunctivus futuri exacti bestaan niet. Er zijn in brieven van de Romeinse advocaat Cicero wel dergelijke vormen gevonden, die in verband konden worden gebracht met een mogelijke futurumvorm van de conjunctivus. Deze zou men dan met "zou het zijnde" moeten vertalen, om een toekomstige mogelijkheid aan te duiden die reeds al gaande is. Dit werd echter uitgesloten door Rob Hardy, een expert op het gebied van het Latijn, die onder andere ervoor zorgt dat het Latijns-Engels woordenboek zo accuraat mogelijk blijft. Het zou volgens hem te ver gezocht zijn en nooit in de buurt komen van wat Cicero ooit heeft willen zeggen met deze aftakking van de conjunctivus.

## Deconjunctivusin de hoofdzin
In de hoofdzin kan een conjunctivus doorgaans de volgende zaken weergeven:

### Vervulbare wens (optativus)
Een vervulbare wens wordt weergegeven door een conjunctivus praesentis. Vertaling (bij 'zijn'): moge ik zijn sim. Wordt soms gekenmerkt door het woord utinam.

### Onvervulbare wens (irrealis)
Een onvervulbare wens wordt weergegeven door een conjunctivus imperfecti voor het heden of een conjunctivus plusquamperfecti voor het verleden en wordt steeds gekenmerkt met het woord utinam. Vertaling (bij esse, 'zijn'): Was ik maar (impf.) / was ik maar geweest (plqpf.) Utinam essem (impf.), utinam fuissem (plqpf.).

### Aansporing (adhortativus)
Een aansporing die voorkomt in de eerste persoon enkelvoud of meervoud conjunctivus praesentis wordt vertaald met 'laat/laten ik/wij ...': Filium horter ut libros Ciceronis legat: Laat ik mijn zoon aansporen om de boeken van Cicero te lezen.

### Beleefdheidsgebod (iussivus)
Een beleefdheidsgebod wordt weergegeven door een conjunctivus praesentis. De vertaling is vrij. audias! : Luister toch!
NB: Soms komt voor een jussivus de imperativusvorm fac/facite te staan: fac audiat = zorg dat (fac) hij luistert (audiat).

### Twijfel (dubitativus)
Een twijfel, de betekenis is hetzelfde als een indicativus. Het kan weergegeven worden door elke soort conjunctivus, vaak vertalen met het werkwoord 'zullen':
audiat? : Zou hij luisteren? / Luistert hij?

### Mogelijkheid (potentialis)
Een mogelijkheid, weergegeven door een conjunctivus praesentis of conjunctivus perfecti, te vertalen met 'zou ...': Velisne mecum ambulare ad circum, domine?: Zou u met mij naar de renbaan willen wandelen, heer?

### Beleefdheidsverbod (prohibitivus)
Beleefdheidsverbod, vorming: ne + conjunctivus praesentis/perfecti. De vertaling is vrij, maar iets beleefder dan een imperativus'. De prohibitivus wordt vaak met "moet/moeten + niet" vertaald:
Ne lacrimaveris: Huil (maar) niet / jij moet niet huilen.

## Conjunctivusin de bijzin
Een conjunctivus in de bijzin heeft meestal dezelfde betekenis als de indicativus, maar het gebruik verschilt.
In de bijzin, ingeleid door een van deze woorden: ut, ne, dum of cum.
- Ut: om te, opdat (niet verwarren met omdat! opdat geeft hier een doel aan), zodat (geeft hier een gevolg aan), met de bedoeling dat, met als gevolg dat
- Ne: om niet te, opdat niet, om te voorkomen dat (als dit woord voor 'vrezen' of 'verhinderen' komt, is de betekenis hetzelfde als die van ut).
- Cum: toen, nadat, omdat, hoewel
- Dum: totdat, terwijl. Voorbeeld: servum mitto in forum ut vinum comparet. Ik zend een slaaf naar het marktplein om wijn te kopen/opdat hij wijn koopt

In de bijzin, in een indirecte vraag:
- Ik weet niet 'waarom mijn vrouw mij verlaten heeft': Nescio quare uxor me reliquerit.
- Ik vraag haar 'waarom zij mij verlaten heeft': Eam rogo quare me reliquerit.
- Ik weet niet 'wat ik gedaan heb': Nescio quid fecerim.

## Onregelmatige werkwoorden:conjunctivus praesentis
Er bestaan in het Latijn enkele onregelmatige werkwoorden, waarvan de conjunctivus praesentis onregelmatig is:
- Esse (zijn): sim, sis, sit, simus, sitis, sint.
- Posse (kunnen): Hier wordt een soort 'stam' gebruikt, pos-, waarachter als uitgang de esse vormen komen: possim, possis, possit... etc.
- Velle (willen): velim, velis.. etc.
- Nolle (niet willen): nolim, nolis... etc.
- Malle (liever willen): malim, malis... etc.
- Ire (gaan): eam, eas... etc.

## Gebruikswijzen
In het Latijn wordt de conjunctivus in de hoofdzin op allerlei manieren gebruikt. Deze manieren worden door sommige taalkundigen in drie categorieën of gebruikswijzen geschikt: declaratief, imperatief en interrogatief. Deze onderverdeling werkt op een ander niveau dan modaliteit. Men kan van elke hoofdzin zowel de modaliteit als de 'gebruikswijze' beschrijven.

### Declaratief
Declaratief betekent 'verklarend', van declarare. Deze term wordt gebruikt wanneer er daadwerkelijk een beschrijving of bewering wordt gedaan over een zaak of toestand in de werkelijkheid of verbeelding. Deze beschrijving is hier echter wel modaal gekleurd: er wordt een waarschijnlijkheid (waarschijnlijk, onwaarschijnlijk) aan toegevoegd door de conjunctivus. De indicativus wordt ook meestal declaratief gebruikt, maar dan zonder modale kleuring.
Onder 'declaratief' vallen onder andere de traditioneel onderscheiden gebruikswijzen potentialis en de Latijnse irrealis.

### Imperatief
Imperatief betekent 'gebiedend', van imperare. Het wordt gebruikt wanneer het werkwoord een deontische (van het Griekse 'moeten') modaliteit uitdrukt: wanneer een wilsverklaring of aansporing uitgesproken wordt. De imperativus wordt altijd imperatief gebruikt.

### Interrogatief
Interrogatief betekent 'vragend', van interrogare. Het wordt gebruikt wanneer een werkwoord een vraag uitdrukt. De indicativus kan ook wel interrogatief gebruikt worden, in normale vragen, maar in de conjunctivus is de vraag altijd modaal gekleurd. De modaliteit is deontisch als gevraagd wordt naar iets 'moeten' doen. Bij irrealis en potentialis gaat het om kleuring met grotere of kleinere waarschijnlijkheid.
Het gaat om onder andere dubitativus en potentialis/irrealis in retorische vragen.
De meeste werkwoorden vervoegen via het regelmatige m, s, t, mus, tis, n.